# Сухоруков, Глеб Борисович
Глеб Борисович Сухоруков (также известен как англ. Gleb Sukhorukov) — российский и английский учёный в области химии и физики биоматериалов, модификации поверхностей для биомидицинского применения, микросистем доставки лекарств. В настоящее время профессор биоматериалов в школе инженерии и материаловедения Лондонского университета королевы Марии (QMUL).

## Биография
Окончил физический факультет Московского государственного университета. Защитил кандидатскую диссертацию на физическом факультете Московского государственного университета имени М. В. Ломоносова по специальности «Биофизика» в 1994 году. Далее работал постдоком в научных учреждениях и индустрии, а в 2001 году при поддержке программы им. Софьи Ковалевской фонда Александра фон Гумбольдта возглавил самостоятельную группу по исследованию коллоидов и граничных явлений в Институте Макса Планка, где работал до перехода в Университет Лондона в 2006 году. В 2014 году создал лабораторию «Дистанционно управляемые системы для тераностики» в СГУ им. Н. Г. Чернышевского в рамках программы Мегагранты (4-й конкурс) Участвовал во встрече десяти получателей мегагрантов с В. В. Путиным 19 сентября 2016 года и является одним из инициаторов Президентской программы поддержки ученых, предложенной на этой встрече. Член координационного комитета Международной ассоциации русскоговорящих учёных RASA и президент Европейской секции этой ассоциации в 2014—2015 годах.

## Научный вклад
Глеб Сухоруков является пионером в области исследования послойно собранных полиэлектролитных микрокапсул с особенным акцентом на разработку многофункциональных систем доставки лекарств, позволяющих не только инкапсулировать различные вещества в капсулы определённого размера, но и регулировать их доставку и высвобождение внешними физическими сигналами такими как свет, магнитное поле и ультразвук. Вошел в ТОП-10 всемирно известных ученых российского происхождения по версии Forbes (Октябрь 2011). Опубликовал более 300 работ, которые получили свыше 30 000 цитирований (Индекс Хирша > 120 по Google Scholar и > 83 по Web of Science).